# Faith (album George’a Michaela)
Faith – album George'a Michaela z 1987 roku.

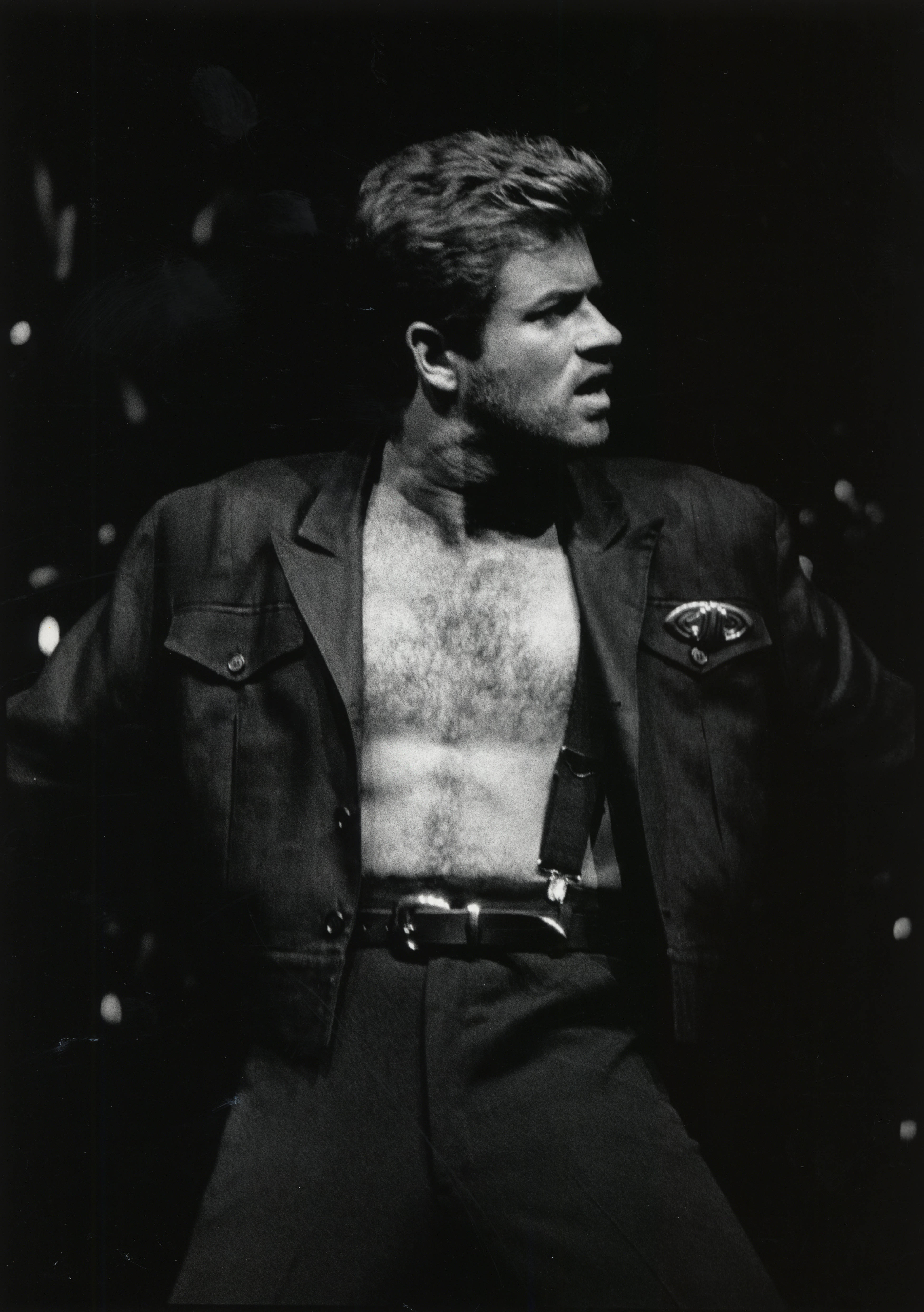
George Michael na koncercie w Houston (Texas) w ramach Faith World Tour (październik 1988)

W 2003 album został sklasyfikowany na 472. miejscu listy 500 albumów wszech czasów magazynu Rolling Stone.

## Lista utworów
1. „Faith” – 3:16
2. „Father Figure” – 5:36
3. „I Want Your Sex (Parts I & II)” – 9:17
4. „One More Try” – 5:50
5. „Hard Day” – 4:48
6. „Hand to Mouth” – 4:36
7. „Look at Your Hands” – 4:37
8. „Monkey” – 5:06
9. „Kissing a Fool” – 4:35
10. „Hard Day” (Shep Pettibone Remix) – 6:29
11. „A Last Request (I Want Your Sex Part III)” – 3:48